# Santana III
Santana III – trzeci album studyjny amerykańskiego zespołu Santana.

## Lista utworów
Opracowano na podstawie materiału źródłowego.
| 1. | "Batuka" (Areas, Brown, Carabello, Rolie, Shrieve)                        | 3:34  |
|    |                                                                           |       |
| 2. | "No One to Depend On" (Escevedo, Rolie, Carabello)                        | 5:32  |
|    |                                                                           |       |
| 3. | "Taboo" (Areas, Rolie)                                                    | 5:34  |
|    |                                                                           |       |
| 4. | "Toussaint L’Overture" (Areas, Brown, Carabello, Rolie, Santana, Shrieve) | 5:57  |
|    |                                                                           |       |
| 5. | "Everybody’s Everything" (Brown, Moss, Carlos Santana)                    | 3:30  |
|    |                                                                           |       |
| 6. | "Guajira" (Areas, Brown, Reyes)                                           | 5:45  |
|    |                                                                           |       |
| 7. | "Jungle Strut" (Ammons)                                                   | 5:23  |
|    |                                                                           |       |
| 8. | "Everything’s Coming Our Way" (Santana)                                   | 3:15  |
|    |                                                                           |       |
| 9. | "Para Los Rumberos" (Puente)                                              | 2:56  |
|    |                                                                           |       |
|    |                                                                           | 41:26 |
|    |                                                                           |       |

## Twórcy
Opracowano na podstawie materiału źródłowego.
- Michael Shrieve – perkusja, producent
- José Chepitó Areas – perkusja, konga, instrumenty perkusyjne, producent
- Gregg Rolie – instrumenty klawiszowe, pianino, wokal
- David Brown – bas, producent, inżynier
- Mike Carabello – perkusja, konga, tamburyn, wokal, producent
- John Fiore – inżynier
- Rico Reyes – perkusja, wokal
- Carlos Santana – gitara, wokal, producent
- Thomas „Coke” Escovedo – perkusja
- Neal Schon – gitara, producent
- Mario Ochoa – pianino
- Linda Tillery – dalszy wokal
- Maria Ochoa – pianino
- Greg Errico – tamburyn

## Listy sprzedaży
| Lista           | Kraj              | Pozycja |
| --------------- | ----------------- | ------- |
| Billboard 200   | Stany Zjednoczone | 1       |
| ARIA Charts     | Australia         | 4       |
| UK Albums Chart | Wielka Brytania   | 6       |